# Perrierodendron quartzitorum
Perrierodendron quartzitorum là một loài thực vật có hoa trong họ Sarcolaenaceae. Loài này được J.-F.Leroy & al. mô tả khoa học đầu tiên năm 2000.